# Giovanni Francesco Régis
Giovanni Francesco Régis, Jean-François in francese, detto l'Apostolo del Vivarese (Fontcouverte, 31 gennaio 1597 – Lalouvesc, 31 dicembre 1640), è stato un presbitero e gesuita francese.

## Biografia
Jean-François Régis fu un gesuita che dal 1633 si dedicò alle missioni popolari nelle regioni del Vivarese e del Velay, dove convertì diversi calvinisti.

## Culto
Fu beatificato da papa Clemente XI il 24 maggio 1716 e canonizzato da Clemente XII il 16 giugno 1737.
Il suo elogio si legge nel Martirologio Romano al 31 dicembre: "Nel territorio di La Louvesc sui monti presso Puy-en-Vélay in Francia, san Giovanni Francesco Régis, sacerdote della Compagnia di Gesù, che, predicando il Vangelo e amministrando il sacramento della penitenza, per monti e per villaggi si adoperò senza sosta per rinnovare la fede cattolica nell'animo degli abitanti. ".
La sua tomba a Lalouvesc è meta di numerosi pellegrinaggi.